# 安培林 (電影)
《安培林》是一部於1968年上映的美國短片，由史蒂芬·史匹柏編劇、執導及剪輯，並由理查·萊文與帕米拉·麥克麥勒主演，劇情講述一個愛情故事。《安培林》獲得了一系列的獎項，且令環球影業的西德尼·希恩伯格感到印象深刻，進而與史匹柏簽下了為期7年的合約。

## 劇情
該片敘述了一個愛情故事，並透過畫面和音效來呈現，完全沒有任何一句對白。劇情講述一名男孩和一名女孩從沙漠一路搭便車到太平洋畔的故事:90。

## 製作
史匹柏用了一天的時間撰寫劇本，隨後，他詢問了一名在比佛利山圖書館工作的年輕人理查·萊文是否有意擔任男主角，並在一個演員名錄中找到了女主角的演員人選帕米拉·麥克麥勒。該片由艾倫·達維奧掌鏡；日後達維奧還出任了史匹柏的作品《E.T.外星人》（1982年）的攝影師:90。《安培林》由35毫米底片拍成:548。
部分資金由史匹柏的有錢同學丹尼斯·霍夫曼提供。霍夫曼一直很想擔任電影製片人:90，他一共資助了10,000美元。《安培林》花費10天的時間來製作:90，預算為15,000美元。

## 發行
《安培林》於1968年12月18日在美國上映。1970年，該片與《愛情故事》一同在全國聯映:91。該片在亞特蘭大影展和威尼斯影展上得獎:91。

## 反響
當時，史匹柏希望有人能給他一個擔任導演的機會，便四處將作品展示給製片人看。1965年，史匹柏將《安培林》展示給環球影業的剪輯部門的負責人恰克·斯爾文看。斯爾文對該片頗為讚賞，但除此之外愛莫能助:88。隨後，史匹柏被環球影業的西德尼·希恩伯格召見，簽下了為期7年的合約:548:90。
傑利·路易斯曾在南加利福尼亞州大學的電影班任教多年；史匹柏曾是他門下的學生之一。1968年，路易斯在課堂上播了《安培林》，並告訴他的學生們，「這就是有關電影製作的一切」:168。
史匹柏在日後的評論中批評該片，稱其為「粗俗商業主義的產物」，並把《安培林》比做百事可樂的廣告。他認為《安培林》揭示了當時的自己對時事是多麼的不屑一顧:90，「難怪我沒有去肯特州或越南」，他說，「我現在無法直視它」。

## 外部連結
- 互联网电影数据库（IMDb）上《安培林》的资料（英文）
- 爛番茄上《安培林》的資料（英文）